# Göppingen Gö 9
Göppingen Gö 9 var ett tyskt propellerdrivet experimentflygplan.
Gö 9 konstruerades för att studera möjligheten att placera motorn långt bort från propellern och överföra kraften med drivaxlar. Gö 9 försågs med en skjutande propeller i stjärtpartiet medan motorn var placerad inne i flygplanskroppen mellan vingarna. 
Idén till konstruktionen kom 1937 när Claudius Dornier uppmärksammade att man genom att montera på en extra motor och propeller på ett flygplan inte bara höjde farten utan även kunde minska flygplanets luftmotstånd. För att komma runt det problemet borde det vara möjligt att montera en extra propeller i flygplanets stjärtparti som med hjälp av drivaxlar drevs av flygplanets ordinarie motor eller en motor centralt placerad i flygplanet för att inte förlägga tyngdpunktsläget för långt bak. Efter att Dornier ansökt om patent för sin idé beslöt han sig för att låta tillverka en prototyp.
Konstruktören Ulrich Hüter gavs i uppdrag att rita en förminskad kopia av Dornier Do 17 som skulle användas för att testa Dorniers idé. Ritningarna lämnades till segelflygplanstillverkarna Schempp-Hirth som med sin tillverkningsteknik kunde tillverka ett lätt flygplan. Som kraftkälla valdes den drygt 90 kilo tunga HM 60-motorn som monterades inne i flygplanskroppen mellan vingarna. Propellern som drevs via en drivaxel monterades längst bak i flygplansstjärten. För att förhindra att propellern tog i marken under start och landning försågs fenans undersida med ett hjul.  
Under 1940 inleddes flygutprovningen, till en början bogserades flygplanet upp i luften där motorn startades, men efter några provflygningar startades flygplanet från marken av egen motorkraft. Försöken visade att Dorniers idéer fungerade och resultaten från Gö 9 användes vid konstruktionsarbetet av Dornier Do 335 Pfeil som försågs med två propellrar, en i nosen samt en i stjärtpartiet.